# Umarli ze Spoon River
Umarli ze Spoon River – polski spektakl Teatru Telewizji, z roku 2006, na podstawie wierszy Edgara Lee Mastersa Antologia Spoon River w reżyserii Jolanty Ptaszyńskiej.

## Obsada
- Dippold Optyk – Zbigniew Zamachowski
- Margaret Fuller St. Aok – Joanna Szczepkowska
- Ernest Hyde – Daniel Olbrychski
- John Ballard – Zbigniew Zapasiewicz
- Eugene Carman – Leon Niemczyk
- Robert Fulton Tanner – Krzysztof Globisz
- Dora Williams - Jolanta Fraszyńska
- Abner Peet – Krzysztof Kolberger
- Nieznany – Grzegorz Przybył
- Pani Jerzowa Reece – Teresa Budzisz-Krzyżanowska
- George Gray – Jerzy Nowak
- Knowlt Hoheimer – Radosław Pazura
- John M. Church – Jan Englert
- John Cabanis – Jerzy Radziwiłowicz
- Thomas Rhodes – Tadeusz Huk
- Bednarz Griffy – Jerzy Trela
- Benjamin Pantier – Stanisław Elsner-Załuski
- Sonia Rosjanka – Grażyna Barszczewska
- Pani Pantierowa – Joanna Żółkowska
- Ralph Rhodes – Lech Dyblik
- A.D. Blood – Łukasz Pijewski
- Sędzia Arnett – Ignacy Gogolewski
- Edith Conant – Kinga Preis
- Elizabeth Childrers – Ewa Błaszczyk
- Abel Melveny – Jan Peszek
- Mary McNelly – Elżbieta Kijowska
- Sarah Brown – Anna Dymna
- William – Jerzy Schejbal
- Emily  – Grażyna Krukówna
- Flossie Cabanis – Natalia Sikora
- Pani Sibley – Karolina Cicha
- Chłopiec – Łukasz Sikora
- Fotograf Penniwit – Bartosz Raczkowski

- Lidia Humphrey – Patrycja Kaczmarska
- Reuben Pantier – Paweł Mikołajczyk
- Szynkarz Burchard – Krzysztof Januszkiewicz
- Ojciec – Zdzisław Bukowski
- Maurycy– Jacek Kałucki

## Fabuła
Puste hale, zrujnowane klatki schodowe, obnażone żebra żelbetonowych konstrukcji, pozbawione szyb okna... Po chwilowej obserwacji powoli pojawiają się sylwetki ludzi, a do uszu dochodzą strzępy wypowiadanych przez nie słów. Pośród postaci jest czarnowłosa akordeonistka, śpiewająca o swej tajemnicy. Starszy człowiek nerwowo poprawiając krawat wspomina swoje ostatnie chwile, gdy z żalem uświadomił sobie niszczący efekt upływu czasu. Piękna kobieta - łowczyni fortun - przywołuje z przeszłości odległe zdarzenia, zamorskie podróże, kochanków. Są też inni: piękna aktorka, niedoszła gwiazda Broadwayu, sprzedawca ze sklepu żelaznego, duchowny, żołnierz. Każda z postaci skrywa swą własną opowieść. Wspominając młodość, miłostki, pasje i ambicje, chwile szczęścia i smutku, opłakują złamane życie. Wszystkich ich łączy to miejsce - opuszczone i zrujnowane miasteczko Spoon River - oraz śmierć. Od dawna bowiem nie żyją. Niektórzy zginęli śmiercią tragiczną, w wypadkach, wojnach, a nawet z własnej ręki. Inni po prostu odeszli. Lecz ich niespokojne duchy nie zauważają, że przestali oddychać i nie przyjmują do wiadomości własnej śmierci.